# Navas de San Juan
Navas de San Juan é um município da Espanha na província de Jaén, comunidade autónoma da Andaluzia, de área 175 km² com população de 5083 habitantes (2005) e densidade populacional de 28,97 hab/km².

## Demografia
| Variação demográfica do município entre 1991 e 2004 | Variação demográfica do município entre 1991 e 2004 | Variação demográfica do município entre 1991 e 2004 | Variação demográfica do município entre 1991 e 2004 |
| --------------------------------------------------- | --------------------------------------------------- | --------------------------------------------------- | --------------------------------------------------- |
| 1991                                                | 1996                                                | 2001                                                | 2004                                                |
| 5388                                                | 5363                                                | 5097                                                | 5086                                                |